# Dalar
Dalar (en arménien Դալար) est une communauté rurale du marz d'Ararat en Arménie. En 2008, elle compte 2 578 habitants.